# Гумєньце
Гумєньце (до 1945 р. нім Шойне , лат. Орреум) — частина міста та адміністративної садиби Щецин, яка є допоміжною одиницею міста, розташована в районі Захід.

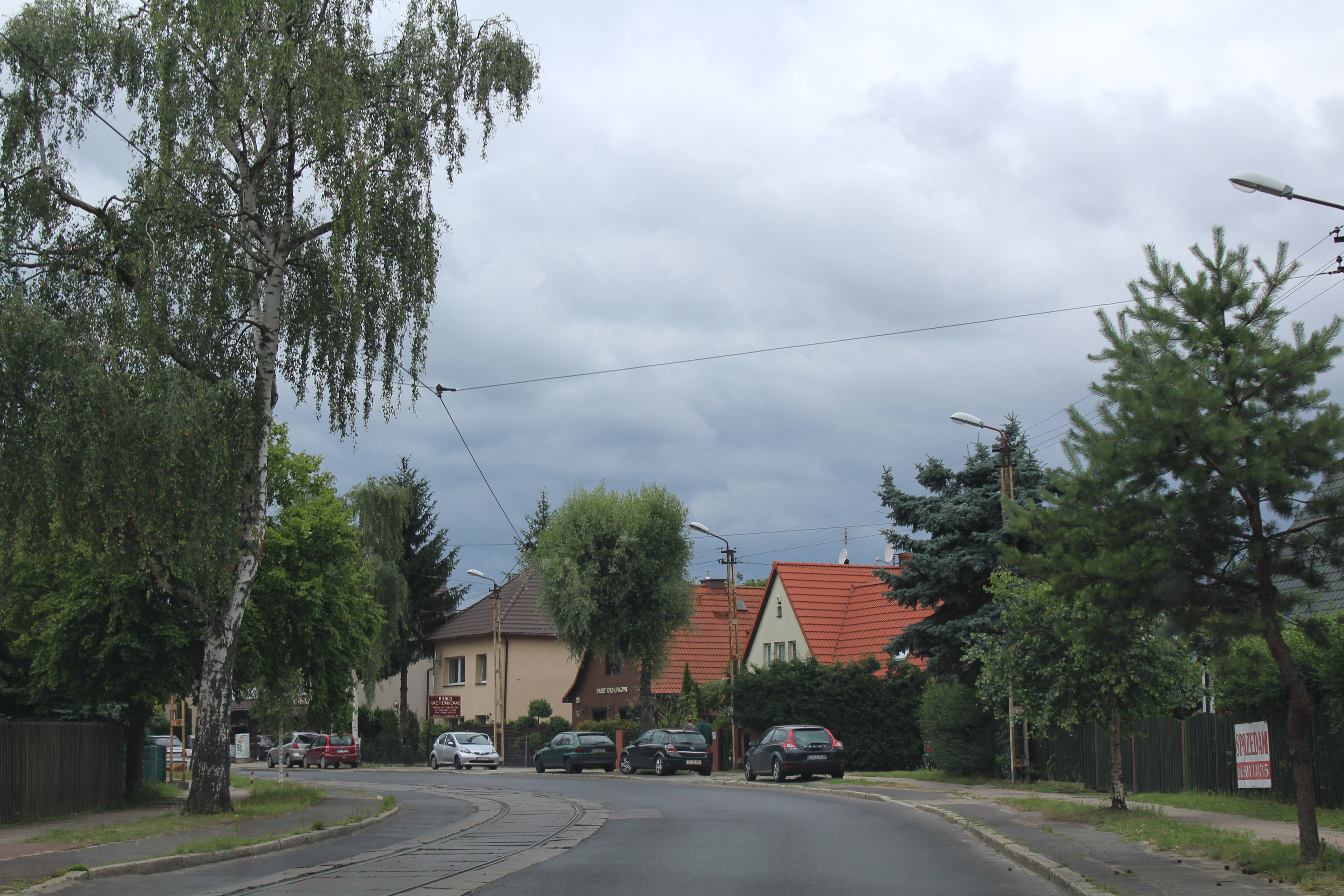
Односімейні будинки по вул. Леопольда Окуліцького.

У Гуменці зареєстровано 21322 особи.
Два факультети Щецинського університету розташовані в Гумєнці: гуманітарний (вул. Краківська) та Менеджмент та економіка послуг (вул. Цукрова). Це житловий масив переважно односімейних будинків. У середній частині знаходиться житловий масив Реда, побудований для потреб працівників PŻM у 1980-х роках. XX ст. Довоєнний Шойне був переважно населений громадою, яка працювала на цукровому заводі, але сьогодні маєток вважається привабливим.